# Dacaratha
Dacaratha är ett släkte av insekter. Dacaratha ingår i familjen hornstritar.
Kladogram enligt Catalogue of Life:
| Dacaratha | \| \| Dacaratha hyalina \| \| \| \| \| \| Dacaratha nyasana \| \| \| \| |
|           | \| \| Dacaratha hyalina \| \| \| \| \| \| Dacaratha nyasana \| \| \| \| |
|           | Dacaratha hyalina                                                       |
|           |                                                                         |
|           | Dacaratha nyasana                                                       |
|           |                                                                         |